# Pagoda Botataung
La pagoda Botataung è uno stupa sito nella città birmana di Yangon, lungo la sponda del fiume Yangon. Secondo la leggenda, sorgerebbe sul luogo dove il re Okkalapa avrebbe accolto i fratelli Trapusa e Bahalika provenienti dall'India che ivi si erano recati per portare una reliquia di capelli alla pagoda Shwedagon. La pagoda iniziò a essere associata a questa leggenda durante la sua ricostruzione negli anni cinquanta del Novecento, tuttavia la sua storia risale almeno al I millennio.

## Storia
La pagoda è uno dei tanti stupa risalenti al I millennio disseminati nella città di Yangon. La sua importanza crebbe dopo che Yangon soppiantò Pegu come principale centro costiero della nazione durante il regno di Alaungpaya (regno 1752-1760).
La parola Botataung significa "1000 ufficiali" e deriva dal fatto che il re Okkalapa avrebbe incaricato a 1000 soldati di sorvegliare le reliquie della pagoda. Durante la costruzione della pagoda Shwedagon, le reliquie destinate a essa vennero conservate per 6 mesi in quella Botataung. La leggenda vuole che il re avrebbe consegnato uno dei capelli a Trapusa, il quale lo avrebbe poi conservato nella pagoda Botataung.
Quando la pagoda Sule venne posta al centro del piano urbanistico dei britannici nel 1853, il prestigio della pagoda Botataung decrebbe. In una piccola area tra la pagoda e il fiume Yangon vi erano delle tombe di soldati britannci caduti durante la presa di Yangon nel 1852.
L'8 novembre 1943 la pagoda fu distrutta da un bombardamento della Royal Air Force. La sua ricostruzione avvenne sull'onda del nazionalismo buddista a seguito dell'indipendenza della Birmania nel 1948. In particolare, il governo di U Nu diede risalto alla sua ricostruzione, rendendola simbolo del rinnovamento fisico e spirituale della nazione.

## Descrizione
La reliquia principale conservata in questo stupa è un capello di Gautama Buddha posto su un altare in una stanza al centro del complesso circolare. Dopo la seconda guerra mondiale è stata rinvenuta una fossa a un metro sotto la superficie, larga 6 mq e profonda 2 m e contenente circa 700 oggetti tra pietre preziose, gioielli, ornamenti, targhe di terracotta e immagini fatte con metalli preziosi. Alcuni di questi oggetti sono esposti all'interno della pagoda e risalgono al XIX e al XX secolo. La loro provenienza non è chiara.
Nella camera sotterranea è stata ritrovata una reliquia di arenaria all'interno di un oggetto in laterite a forma di cono alto poco meno di un metro. Il reliquiario è a forma di stupa e contiene la figura di un monaco seduto, la cui identità si presume che coincida con quella di Sangkachai, un discepolo del Buddha e importante divinità del popolo mon. Questa figura sembra risalire al XIV secolo. L'altra figura presente nel reliquiario è uno stupa con un Buddha seduto.